# Gerhard Pilgram
Gerhard Pilgram (* 26. April 1955 in Klagenfurt) ist ein österreichischer Kulturmanager, Autor und bildender Künstler.
Im Alter von 16 Jahren war Gerhard Pilgram, damals Mitglied der Politband „Firlefanz und Dilettanz“, schon beim Musikforum Viktring als Plakatierer im Einsatz und lernte, wie man Transparente aufhängt.
Der Schulabbrecher engagierte sich beim Spielkreis Kärnten als Verfechter von Abenteuerspielplätzen, war Akteur bei Joschi Hanak im Kindertheater Kikeriki und auch kurz bei der Studiobühne Villach. Bei der Ausrufung des Kommunikationszentrums in der Klagenfurter Reitschulgasse war er an der Seite von Del Vedernjak, der heute als Märchenerzähler Del Vede agiert.
Seit 1986 ist er Geschäftsführer des Universitätskulturzentrums UNIKUM der Universität Klagenfurt. Von 1990 bis 1992 absolvierte Gerhard Pilgram einen Diplomlehrgang für kulturelles Management. Von 1997 bis 2006 war er mit diversen Lehraufträgen an der Universität Klagenfurt betraut. Er ist Mitglied des Kunstvereins Kärnten und Gründungsmitglied der IG Kultur Österreich sowie Vorstandsmitglied der Interessensgemeinschaft der Kulturinitiativen Kärnten (IG KIKK).

## Publikationen
- An der Grenze des Erlaubten – Kunst und Zensur in Österreich, Klagenfurt 1996
- Kärnten. Unten durch, Klagenfurt 1998 (gemeinsam mit Wilhelm Berger und Gerhard Maurer)
- Verschütt gehen, Klagenfurt 2002 (gemeinsam mit Gerhard Maurer)
- Slowenien entgegen – Zu Fuß von Klagenfurt nach Ljubljana, Klagenfurt 2004 (gemeinsam mit Wilhelm Berger und Gerhard Maurer)
- Kovček: kar ste že vedno želeli izvedeti o koroških Slovencih, Der Koffer: was Sie schon immer über die Kärntner Slowenen wissen wollten. Ein Bilder-Bastel-Lesebuch, Universitätskulturzentrum Unikum. Hrsg. Emil Krištof, Gerhard Pilgram, Klagenfurt 2005
- Das Weite suchen – Zu Fuß von Kärnten nach Triest, Klagenfurt 2006 (gemeinsam mit Wilhelm Berger und Gerhard Maurer)
- Die letzten Täler. Wandern und Einkehren in Friaul, Klagenfurt 2008 (gemeinsam mit Wilhelm Berger, Werner Koroschitz und Annemarie Pilgram-Ribitsch)
- Tiefer gehen – Wandern und Einkehren im Karst und an der Küste, Klagenfurt 2011 (gemeinsam mit Wilhelm Berger und Werner Koroschitz)

## Ausstellungen und Kunstprojekte
- An der Grenze des Erlaubten. Eine Ausstellung über Kunst und Zensur in Österreich nach 1945, Wanderausstellung in Österreich, 1997
- Erste Kärntner Kurzschlusshandlung, Klagenfurt, 1999
- Hurenhaus, Klagenfurt, 2000
- Sollbruchstellen, Elf Standorte in Unterkärnten, 2001
- Das Volk neu wählen?, Wels, 2002
- SCHÖNE ÖDE | LEPA PUŠČA | BELLA BRULLA. Ein trilaterales Kunstprojekt, verschiedene Orte in Slowenien, Friaul und Kärnten,   2002 und 2003
- TT REAL. Eine Rauminstallation zum Thema Krieg und Gewalt, Klagenfurt, 2003
- Koroška inkognita, Veranstaltungsreihe Ende 2003 bis Jänner 2005
- Kovček/Der Koffer, Wanderausstellung in Österreich und Slowenien, 2004
- BABICE NI VEČ. Großmutter ist nicht mehr. Rauminstallation, Šentjanž v Rožu/St. Johann i. R., 2004
- 20::HOCH 2 – Ein Werdegang, Klagenfurt, 2006
- LUFT::HOLEN, Klagenfurt, 2006
- Stoffwechselstube, Klagenfurt, Villach, St. Johann i. R. , 2007